# Andrea Bocskor
Andrea Bocskor (ukrainska: Андрея Гейзівна Бочкор), född 11 augusti 1978 i Berehova (ungerska: Beregszász), Ukrainska SSR, Sovjetunionen, är en ungersk politiker som tillhör den ungerska minoriteten i Ukraina. Hon är ledamot av Europaparlamentet 2014–2019 där hon är viceordförande i utskottet för kultur och utbildning och medlen i Europaparlamentetsgruppen: Europeiska folkpartiets grupp (kristdemokrater) där hennes ungerska parti Fidesz är medlemmar.
Bocskor är den första ukrainska medborgaren i Europaparlamentet, även om hon sitter på en av Ungerns 21 platser. Ukraina godkänner de jure inte dubbla medborgarskap men Ungern har sedan en ungersk lag antogs 2011 beviljat hundratusentals etniska ungrare i Ukraina dubbelmedborgarskap bland andra Bocskor.
Hon är bosatt i Berehova i Ukraina. 